# 维尔格斯
维尔格斯（德語：Wirges，發音：[ˈvɪʁɡəs] ⓘ）是德国莱茵兰-普法尔茨州韦斯特林山县的城市，面积10.11平方千米，2023年12月31日人口为5,703人。

## 友好城市
- 法國 蒙沙南
- 薩莫博爾